# Синапово
Синапово (болг. Синапово) — село в Болгарии. Находится в Хасковской области, входит в общину Тополовград. Население составляет 540 человек.

## Политическая ситуация
В местном кметстве Синапово, в состав которого входит Синапово, должность кмета (старосты) исполняет Костадин Иванов Темелков (коалиция в составе 2 партий: Болгарская социалистическая партия (БСП), Болгарская социал-демократия (БСД)) по результатам выборов правления кметства.
Кмет (мэр) общины Тополовград — Евтимия Петрова Карачолова (Зелёные) по результатам выборов в правление общины.